# Plusidia
Plusidia là một chi bướm đêm thuộc họ Noctuidae.

## Loài
- Plusidia cheiranthi Tauscher, 1809